# Teon Freeman
Teon Freeman (Jersey City, 26 gennaio 1989) è un wrestler statunitense.
È stato sotto contratto con la WWE e militava nel settore di sviluppo NXT Wrestling con il ring name di Dante Dash.

## Carriera

### Independent Wrestling Federation (2010-2012)
Freeman inizia la sua carriera da wrestler dopo aver praticato sia Football che Bodybuilding, nella Independent Wrestling Federation dove debutta in un match di coppia insieme a Kevin Knight vincendo contro Aaron Stride e Chris Steeler. Dopo aver sconfitto anche Travis Blake, sconfigge Stride in singolo e conquista subito l'IWF American Championship, titolo secondario della federazione il 20 novembre. Il 17 dicembre, perde un 3 on 2 Handicap Match insieme a Knight contro Steeler, Damian Adams e Robbie E. Il giorno dopo, vince anche il torneo IWF vincendo il Triple Treath finale contro Adams e Franciz. Dopo aver difeso il titolo diverse volte contro Adams, Tommy Nero e Frank Scoleri. Il 16 luglio, Freeman vince una battle royal a 16 uomini nel tempo record di 1 minuto e 45 secondi, conquistando anche l'IWF Heavyweight Championship. Dopo due settimane, perde l'American Title contro Kraig Stagg. Il 13 agosto, insieme a Chris Steeler, sconfigge Absolutely Edwin, Kraig Stagg e Travis Blake. Rende vacante il titolo il 15 ottobre, dopo aver reso noto di aver firmato per la WWE.

### WWE

#### Territori di sviluppo (2012-2013)
Freeman sigla un contratto di sviluppo con la WWE e viene mandato in FCW per fare esperienza. Fa il suo debutto nei tapings del 5 gennaio, dove insieme a Jason Jordan, Kevin Hackman e Marcus Owens, sconfigge Peter Orlov, Colin Cassady, Nick Rogers e Corey Graves. Il 23 febbraio, al suo esordio in singolo, viene però facilmente sconfitto da James Bronson. Nei tapings del 3 marzo, insieme a Garrett Dylan, sconfigge Brad Maddox e Briley Pierce per squalifica e il 23 marzo, insieme a Jason Jordan, batte Jiro e Sakamoto. Il 29 marzo, insieme a CJ Parker, perde contro Garrett Dylan e James Bronson. Il 3 maggio, perde contro Mike Dalton, ma due giorni dopo, insieme sempre a CJ Parker, batte Byron Saxton e Xavier Woods. L'8 giugno, perde contro Erick Rowan e il 5 luglio, contro Colin Cassady.
Nella puntata di NXT del 27 giugno, Dash esordisce nella WWE, perdendo contro Antonio Cesaro. Il 25 luglio, perde anche il suo secondo match, in coppia con Garrett Dylan, contro Conor O'Brian e Kenneth Cameron. Il 12 ottobre perde contro Leo Kruger.

## Titoli e riconoscimenti
Independent Wrestling Federation
- IWF Heavyweight Championship (1)
- IWF American Championship (1)
- IWF Tournament of Champions (2010)
- IWF Commissioner's Cup Tag Team Tournament (2011) - con Kevin Knight